# Torpedo andersoni
Torpedo andersoni ist eine wenig bekannte Rochenart aus der Familie der Zitterrochen. Sie ist nur von den beiden Typusexemplaren bekannt. Eins wurde in einer Tiefe von 11 Metern vor der Küste von Grand Cayman gefangen, das andere Exemplar stammt von den Bahama Banks vor der Küste von Grand Bahama aus einer Tiefe von 229 Metern. Außerdem gibt es einen fotografischen Nachweis von Grand Cayman.

## Merkmale
Torpedo andersoni hat die typische etwas breitere als lange Scheibenform seiner Familie, bestehend aus Leib und Brustflossen, wobei die Scheibe leicht ein Afterflossenpaar überdeckt, sowie einen kurzen, dicken Schwanz und zwei hintereinander liegenden Rückenflossen, wobei die vordere größer als die hintere ist. Die Oberseite ist gelblich mit rotbraunen Flecken, die Unterseite cremeweiß. Er besitzt warzenartige Fortsätze (Papillen) um die Spritzlöcher. Die Typusexemplare hatten Längen von 22 und 16 cm.
Wie andere Zitterrochen ist Torpedo andersoni ovovivipar. Die Jungtiere schlüpfen noch im Körper des Muttertieres bzw. kurz nach der Eiablage. Im Uterus ernähren sich die Embryos zunächst vom Eidotter, dann von einer schleimigen, vom Uterus ausgeschiedenen, schleimigen Flüssigkeit die mit Fett und Proteinen angereichert ist.